# Faragó Galambos Margit
Faragó Galambos Margit, Grünbaum Margit, Galambos Margit, F. Galambos Margit (Óbecse, 1892 – ?) délvidéki magyar költő.

## Élete
Grünbaum Margit néven született, régi óbecsei zsidó családban, Grünbaum Fülöp földbirtokos legidősebb fia, Grünbaum Sándor egyetlen gyermekeként. Apja, a kései emlékezet szerint a legtörekvőbb, legképzettebb tagja volt az egész óbecsei gazdatársadalomnak, községi és megyei képviselő is volt, mintagazdaságot tartott fent és ő szervezte meg 1904-ben a vármegyei gazdaszövetséget is.
1898-ban a család több tagja, köztük Grünbaum Sándor is magyarosított, ettől kezdve Margit is a Galambos családnevet viselte. Nevébe később házassága révén került be a Faragó vezetéknév is. Egyéb életrajzi adatai alig ismertek, inkább csak költői munkásságáról maradtak fent információk. Irodalmi ambícióiban bizonyára közrejátszott, hogy egyik nagybátyja, Galambos Pál ügyvéd az Óbecse és Vidéke szerkesztője volt, ahol apja is rendszeresen publikált, többféle műfajban.
Ő maga már 15 évesen, 1907-ben közreműködött egy zombori felolvasóesten, saját műveit előadva. Később több lapnak, illetve lapok irodalmi mellékleteinek volt munkatársa (A Mi Irodalmunk, Hétről-Hétre, Kalangya), ezekben elsősorban versei jelentek meg. Több művét beválasztották a Bácsmegyei Napló kiadásában megjelent Vagyunk (1928) válogatáskötetbe, a Kéve (1928) című versantológiába, a Bácsmegyei Napló Almanachjába (1929) és A Mi Irodalmunk Almanachjába (1931) is. Szerzeményeit általában F. Galambos Margit vagy Faragó Galambos Margit néven jegyezte. Önálló kötete nem jelent meg.

## Művei
- Évek útvesztője (Kéve, Vajdasági költők antológiája, 1928)
- Arno partján (Kéve, 1928)
- Élet (Kéve, 1928)
- Idegen hajó (Kéve, 1928)
- Téli dal (Kéve, 1928)
- Talizmán (Tiszavidék húsvéti melléklete, 1928)[5]
- Szemben a halállal (Kalangya, 2. évf. 5. sz., 1933. május)
- Író és közönség (Kalangya, 2. évf. 6. sz., 1933. június)
- Budapesti beszámoló (Kalangya, 2. évf. 2. sz., 1933. február)
- Gályarab (Kalangya, 2. évf. 4. sz., 1933. április)
- Szonett (Kalangya, 2. évf. 4. sz., 1933. április)
- Tárgyak (Kalangya, 2. évf. 9. sz., 1933. szeptember)
- Sinclair Lewis: Egy modern asszony szíve (Kalangya, 2. évf. 9. sz., 1933. szeptember)
- Adottság és környezet (Kalangya, 2. évf. 9. sz., 1933. szeptember)